# Сорвали, Хенри
Хенри Сорвали (фин. Henri Sorvali), более известный как Тролльхорн (фин. Trollhorn) — финский рок-музыкант, клавишник. Один из основателей и лидеров групп Finntroll и Moonsorrow.

## Биография
Хенри родился 19 октября 1978 года в Финляндии. В молодости был поклонником Фрэнка Заппы, позднее перешёл на скандинавский металл: Bathory, Darkthrone и пр. Одной из первых групп, в которой он играл, была Ensiferum. С этого периода Сорвали занимается в основном фолк/викинг-металлом.
В 1998 году он стал одним из первых участников только что основанной группы Finntroll. Именно здесь он взял псевдоним Тролльхорн. После смерти её лидера гитариста Сомниума, в 2003 Тролльхорн стал фактическим лидером Finntroll. Он автор большей части материала на двух последних альбомах.
Параллельно с Finntroll Сорвали участвовал и в других проектах. Вместе со своим двоюродным братом Вилле Сорвали он основал группу Moonsorrow, играющую всё в том же жанре викинг-метала. В Moonsorrow они играет и на гитаре, но в последние годы не выступает с группой вживую. Кроме того, он играл два года в группе Barathrum и был сессионным клавишником в туре группы The Rasmus. Некоторое время он преподавал в Хельсинкской музыкальной академии имени Яна Сибелиуса.
Хенри участвовал в рекламной кампании фирмы H&M, производящей одежду: он записывал песни, которые публиковали в сети под названиями вымышленных групп. Параллельно фирма выпускала одежду с атрибутикой этих несуществующих групп. По окончании кампании розыгрыш был раскрыт.

## Личная жизнь и предпочтения
Хенри Сорвали — поклонник игры WarCraft III. Среди его любимых композиторов — голливудский автор саундтреков Дэнни Эльфман.